# TT327
La tombe thébaine TT 327 est située à Deir el-Médineh, dans la nécropole thébaine, sur la rive ouest du Nil, face à Louxor en Égypte.
C'est une sépulture de Tourobay, serviteur dans la Place de Vérité sous le règne de Ramsès II (XIXe dynastie).